# Јоанис Франгудис
Јоанис Франгудис (грч. Ιωάννης Φραγκούδης; Лимасол, Кипар 1863 — Њујорк, САД) био је грчки стрелац, учесник првих Олимпијских игара 1896. у Атини.
Франгулидис се такмичио у четири од пет дисциплина стрељаштва: пушка слободног избора 300 метара, војнички пиштољ 25 метара, пиштољ брза паљба, пиштољ слободног избора.
У првој, војнички пиштољ, Франгудис је заузео четврто место са непознатим резултатом. У следећој дисциплини пиштољ слободног избора, заузима треће место и осваја бронзану медаљу, али постигнути резултат није познат. У дисциплини пиштољ брза паљба, Франгудис је после одличног гађања победио резултатом 344 круга и 37 хитаца у мету испред Јоргоса Орфанидиса, који је заостао за 45 кругова. Офранидис се реванширао у дисциплини пушка слободног избора на 300 метара, победивши Франгудиса резултатом 1.538 кругова са 37 хитаца у мету од могућих 40. Франгусис је са 1.312 кургова и 31 хицем у мету заузео друго место.